# Grzegorz Hedwig
Grzegorz Hedwig, né le 17 juillet 1988, est un céiste polonais pratiquant le slalom.

## Palmarès

### Championnats d'Europe de canoë-kayak slalom
- 2016 à Liptovský Mikuláš (Slovaquie)
  -  Médaille d'argent en C2 par équipe
- 2020 à Prague (Tchéquie)
  -  Médaille de bronze en C2 par équipe
- 2022 à Liptovský Mikuláš (Slovaquie)
  -  Médaille d'argent en C1 par équipe

### Championnats de Pologne de canoë-kayak slalom
- En C1
  -  Médaille d'or en 2013, 2014 et 2015
  -  Médaille de bronze en 2016
- En 3 x C-1
  -  Médaille d'or en 2012, 2013, 2014 et 2015
  -  Médaille d'argent} en 2007, 2008, 2011 et 2015
- En 3 x C-2
  -  Médaille d'or en 2010 et 2011
  -  Médaille de bronze en 2013